# Xiuhtecuhtli
Xiuhtecuhtli (en asteca: "Senyor del turquesa") és en la mitologia asteca el déu del foc i la calor. Se'l representava amb un rostre vermell o groc i amb aspecte d'un home ancià despullat, amb una corona de paper i de plomes de quetzal. Era considerat com a pare de tots els déus i protector de totes les transformacions de la matèria. Li eren sacrificades perdius, i la diada de la seva festa no es podia menjar res de cuit. Cada quatre anys es feia en el seu honor una festa era més solemne en la qual es portava els fadrins al temple i els eren perforades les orelles. Era bastant popular. El seu nom significa "Senyor Turquesa". En la mitologia maia s'anomenava Chac Xiutei.
Aquest déu se superposà a Huehueteotl.